# ZIL-114
A ZIL-114 é uma limusine da montadora soviética ZIL lançada em 1970 para substituir a série ZIL-111 que estava gradualmente ficando desatualizada. Em quase todos os aspectos, o ZIL-114 melhorou os modelos 111, 111A e 111G. O motor, um pushrod V8 construído pela ZIL, teve sua capacidade aumentada de 5.980 cc para 6.959 cc, resultando em um aumento de potência em 30 por cento (para 300 hp SAE Gross a 4.400 rpm e 559 N⋅m a 2.750 rpm) e de velocidade máxima de aproximadamente 170 km/h a 200 km/h. A transmissão era automática de duas velocidades, com conversor de torque hidráulico. Uma caixa de câmbio de três velocidades foi oferecida a partir de abril de 1975.
A suspensão dianteira era por barras de torção. Embora o eixo traseiro rígido com molas de lâmina tenha sido mantido, o ZIL-114 viu a substituição dos tambores por freios a disco assistidos (com nada menos que três circuitos) nas quatro rodas para lidar com o motor mais potente. Foi o primeiro carro soviético com freios a disco nas quatro rodas. Ele também tinha um freio de mão acionado por pedal. Havia mais detalhes de luxo do que os encontrados nos modelos ZIL anteriores, com recursos como ar condicionado adicionados ao mobiliário do ZIL-111. Vidros elétricos, travas elétricas das portas e espelho do motorista com controle remoto eram padrão. Medindo 630 cm de comprimento e pesando 3.085 kg, também estava equipado com direção hidráulica.
O estilo foi um pouco atualizado em 1971; com a frente semelhante à de carros como o Imperial 1966, mas com formas e detalhes diferentes.
Foram produzidos pequenos números do 114K, com teto recortado para permitir que os ocupantes ficassem de pé. Também foram construídos dois exemplares de uma variante ambulância, o 114EA, com carroceria furgão e teto mais alto. O ZiL-114N foi remodelado com os painéis da carroceria de seu sucessor, o ZiL-4104.
O 114 continuou em produção limitada até o final da década de 1970, quando foi substituído pelo ainda maior e mais pesado ZIL-4104. Cerca de 150 ZiL-114 foram produzidos.
O ZIL-117 era uma versão sedã de chassi curto, com apenas cinco assentos e uma distância entre eixos muito menor. Também estava disponível como um conversível incomum de quatro portas (como o ZIL-111V).
O ZIL-114 era um carro oficial do Estado e transportava apenas membros do Politburo do Partido Comunista da União Soviética e os principais líderes do país, enquanto o ZIL-117 mais curto era usado por secretários do Comitê Central, bem como escoltar veículos na carreata dos chefes de estado, do Secretário-geral do Partido Comunista da União Soviética e do chefe do Conselho de Ministros.
Em outubro de 1971, o 114 foi listado no Livro de Recordes do Guinness como o carro mais largo em produção e, de outubro de 1974 a 1976, como o mais pesado. Um ZIL-114 preto é usado como protagonista no vídeo da mundialmente famosa música "Je t'aime" de Lara Fabian.

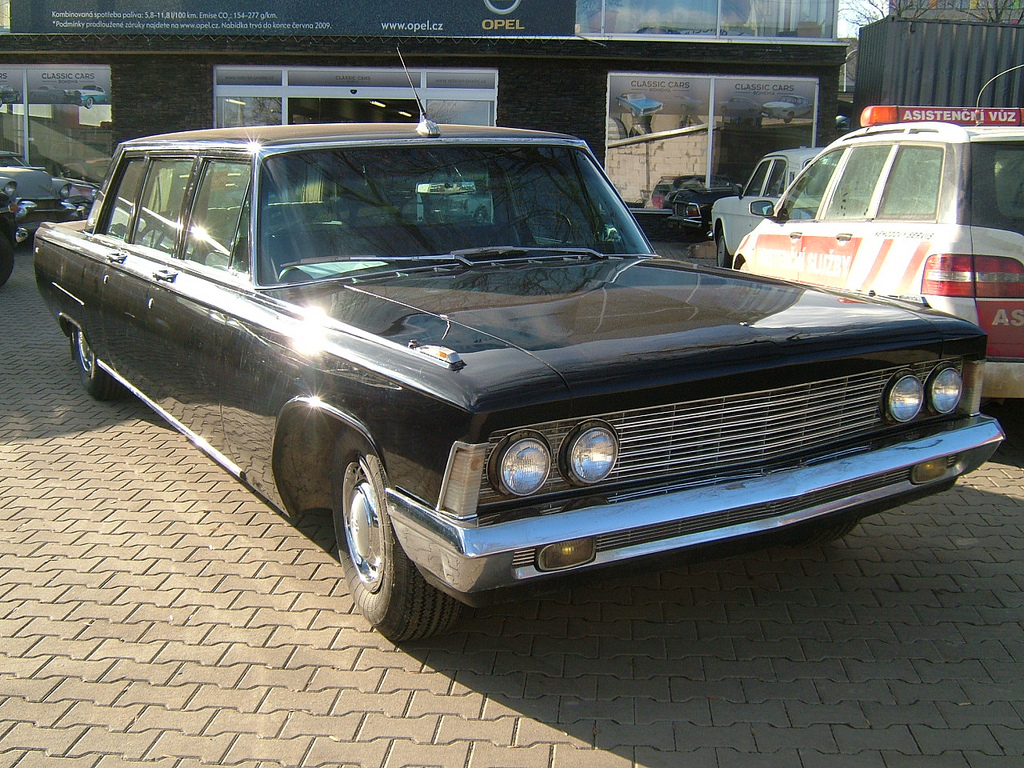
ZiL-114 (1972) com uma grade cromada diferente